# インドの観光地の一覧
インドの観光地の一覧は、インド国内の観光地の一覧である。

## 世界遺産に含まれないインドの観光地
- アンベール城
- 祇園精舎 - 平家物語に出てくる言葉の由来
- ゴア - 西洋人の多く訪れるビーチを中心としたリゾート（「ゴアの聖堂と修道院」は世界遺産に登録されている）
- 八大聖地 - 仏教の聖地
- ハワー・マハル - マハラジャによって建造された宮殿
- ビービー・カー・マクバラー - アウラングゼーブの妃の廟
- ファティー・ラフバール砲 - 17世紀に利用された大砲